# 페피토 마날로토
《페피토 마날로토》(필리핀어: Pepito Manaloto)는 필리핀의 시트콤이다.

## 같이 보기
- GMA 네트워크